# Серро-Сигнорельи
Серро-Сигнорельи (исп. Cerro Signorelli) — населённый пункт на севере Уругвая, на территории департамента Артигас.

## География
Расположен в северо-восточной части департамента, к западу от реки Куарейм, на расстоянии приблизительно 0,6 километра (по прямой) к югу от города Артигаса, административного центра департамента. К северу от Серро-Сигнорельи проходит национальная автомагистраль № 30.
Климат
Климат характеризуется как влажный субтропический (Cfa в классификации климатов Кёппена).

## Население
По данным переписи 2011 года, численность населения составляла 52 человека (23 мужчины и 29 женщин). Имелось 39 домов. Динамика численности населения Серро-Сигнорельи по годам:
| Год  | Население |
| ---- | --------- |
| 2004 | 192       |
| 2011 | 52        |